# Olaf Kübler (Musiker)
Olaf Kübler (* 8. September 1937 in Berlin; † 12. September 2024 in Montabaur) war ein deutscher Jazz-Saxophonist. Er ist auch unter dem Alias Olaf Stiletti bekannt.

## Leben
Kübler, der bei seiner Mutter in Gießen aufwuchs, wurde nach dem Ende des Zweiten Weltkriegs durch die dort stationierten US-Amerikaner für die Jazz- und Bluesmusik begeistert. Mit 17 Jahren erhielt er ein Altsaxophon. 1958 spielte er im Marburger Mac Reimann Sextett (prämiert auf dem Amateurfestival in Düsseldorf). 1959 studierte er in Köln bei Kurt Edelhagen Jazz; als Tenorsaxophonist war er Mitglied der Jazz Cookers (mit Manfred Schoof, Alexander von Schlippenbach und Jaki Liebezeit). Anschließend ging er mit Gunter Hampel auf Tournee. Nach einem zweijährigen Aufenthalt in der Schweiz zog er 1966 nach München, wo er unter anderem mit Don Menza, Benny Bailey und im Joe-Haider-Quintett spielte und an Aufnahmen des Filmkomponisten Peter Thomas beteiligt war. 1967 nahm er mit dem Jazz-Ensemble des BR unter Pepsi Auer am Montreux Jazz Festival teil.
1969 wechselte er zur Rock- und Popmusik, wo er als Manager und Produzent der Band Amon Düül II bekannt wurde. Er arbeitete mit Klaus Doldinger an Film- und Fernsehmusik und gehörte zu den Gründungsmitgliedern der Band Passport.
1973 begann eine über zehnjährige Zusammenarbeit mit Udo Lindenberg; unter anderem nahm er an dem legendären Auftritt Lindenbergs in Moskau teil. 1979 verklagte er Lindenberg wegen angeblich von Kübler stammenden Formulierungen in dessen Texten auf 500.000 D-Mark Schadenersatz, was zu einem außergerichtlichen Vergleich im Jahr 1981 führte. Eine erneute Klage im Jahr 2010 wurde vom Gericht abgewiesen.
1978 begann seine Zusammenarbeit mit Eberhard Schoener. Zudem spielte er das Saxophon-Solo für die Single „Low Life“ der Popgruppe The Police. Im folgenden Jahr tourte er mit dem Blues-Barden Willy Michl durch Bayern. Zwischen 1980 und 1982 war er Mitglied der Band von Marius Müller-Westernhagen. 1984 nahm er an den Aufnahmen zu Hermann Weindorfs Studioprojekt Panarama und dessen zweiten Albums Protection teil. Zwischen 1985 und 1990 entwickelte er eine enge künstlerische Beziehung zu Paul Millns, mit dem er unter anderem Finally Falls the Rain einspielte. Durch Millns fand er zurück zu seinen Jazz-Wurzeln. Später lebte er in der Nähe von Frankfurt.

## Schriften
Autobiografie:
- (mit Gerhard Augustin) Klartext – Voll daneben. Humbach & Nemazal, Pfaffenhofen 1996, ISBN 3-9805521-2-8.
  - Zweite Auflage unter dem Titel: Sax oder nie! Die Bekenntnisse des Johnny Controlletti. Panama Publ., Hannover 2007, ISBN 978-3-936732-03-0.

## Diskografie
- 1968: Turtles (mit Jan Hammer, George Mraz, Cees See, Michael Dennert; erschienen 2007)
- 1973: Utopia: Utopia[4]
- 1985: Finally Falls the Rain (mit Paul Millns)
- 1995: Round the Outside (mit Dr. Lonnie Smith, Kenny Martin, Bill Bickford)
- 2002: When I’m 64 (mit Christoph Spendel, Kurt Billker, André Nendza)
- 2005: Midnight Soul (mit Christoph Spendel, André Nendza, Joe Bonica)
- 2006: So war’s – voll daneben (mit Wolfgang Schmid)